# گاردینگ شکم
گاردینگ شکم منقبض شدن ماهیچه‌های دیواره شکم برای محافظت از اندام‌های ملتهب داخل شکم در برابر درد ناشی از فشار است. این انقباض زمانی که دیواره شکم فشار داده می‌شود تشخیص داده می‌شود.
گاردینگ یک یافته مشخص در معاینه فیزیکی برای شکم دردناک ناگهانی (شکم حاد) همراه با التهاب سطح داخلی شکم (صفاق) است که به عنوان مثال، به دلیل آپاندیسیت یا دیورتیکولیت رخ می‌دهد. ماهیچه‌های منقبض دیواره شکم به‌طور خودکار دچار اسپاسم می‌شوند تا بافت‌های حساس زیرین دچار اختلال نشوند.